# Георги Наумов (партизанин)
Вижте пояснителната страница за други личности с името Георги Наумов.
Георги Василев Наумов е югославски партизанин и деец на Комунистическата съпротива във Вардарска Македония.

## Биография
Роден е през 1916 година в Битоля. По-голям брат е на друг югославски партизанин Стефан Наумов - Стив. След операция Ауфмарш 25 става член на ЮКП. Става командир на Битолски народоосвободителен партизански отряд „Пелистер“ след неговото създаване през 1942 година. Прострелян е и е арестуван. Осъден е на смърт и обесен в Скопие.